# 키아이아노역
키아이아노 (Chiaiano) 역은 이탈리아 나폴리 지하철 1호선의 역이다.

## 상세
1995년에 영업에 들어간 고가역이다. 주변 지역은 번화가로 산타마리아 아 쿠비토 로에 자리잡고 있는데, 주변의 마라노, 무냐노, 칼비차노, 콸리아노, 빌라리카, 줄리아노 등의 마을에서 버스를 타고 오는 승객들이 역 앞에 내려 지하철을 타는 경우가 많기 때문에 항상 사람이 많다.

## 시설
이 역에는 다음과 같은 시설이 있다.
- 매표소
- 매표기
- 화장실

## 환승
- 버스 정류장